# Neofit (Niewodczikow)
Neofit, imię świeckie Nikołaj Wasiljewicz Niewodczikow (ur. 1822 w Petersburgu, zm. 1910 w Izmaile) – rosyjski biskup prawosławny.

## Życiorys
Pochodził z rodziny szlacheckiej. Ukończył seminarium duchowne w Jekaterynosławiu, a następnie Moskiewską Akademię Duchowną (1844). Przez sześć lat był następnie osobistym sekretarzem dyplomaty i teologa Aleksandra Sturdzy; w jego domu w Odessie mógł spotykać się z wieloma cenionymi w swojej epoce literatami, artystami i działaczami cerkiewnymi. W 1850 został zatrudniony w seminarium duchownym w Kiszyniowie jako wykładowca. W 1858, po przyjęciu święceń kapłańskich (jako mężczyzna żonaty), wrócił do Odessy. W ciągu kolejnych dwudziestu pięciu lat pracował w różnych szkołach tego miasta jako katecheta, publikował również swoje wiersze religijne, przez dwa lata wydawał pismo prawosławne Odiesskij woskriesnyj listok. W 1880, gdy był już protoprezbiterem-wdowcem, złożył wieczyste śluby mnisze, przyjmując imię Neofit. W tym samym roku otrzymał godność archimandryty i został wyświęcony na biskupa jelizawietgradzkiego, wikariusza eparchii chersońskiej. Był równocześnie przełożonym monasteru Zaśnięcia Matki Bożej w Odessie.
W 1883 mianowany biskupem taszkenckim i turkiestańskim. Jako biskup zyskał sławę teologa i ascety. Po trzęsieniu ziemi w 1887 prowadził odbudowę zniszczonych cerkwi swojej eparchii. W 1892 otrzymał godność arcybiskupią i został przeniesiony na katedrę kiszyniowską. Sześć lat później odszedł w stan spoczynku i zamieszkał na stałe w Izmaile. Nie zaprzestał działalności literackiej. Zmarł w 1910.